# Championnats d'Europe de course d'orientation 2008
 (août 2017).
Si vous disposez d'ouvrages ou d'articles de référence ou si vous connaissez des sites web de qualité traitant du thème abordé ici, merci de compléter l'article en donnant les références utiles à sa vérifiabilité et en les liant à la section « Notes et références ».
Navigation
Édition précédente Édition suivante
Les championnats d'Europe de course d'orientation 2008, septième édition des championnats d'Europe de course d'orientation, ont lieu du 25 mai au 1er juin 2008 à Ventspils, en Lettonie.

## Podiums
Femmes
| Épreuves                | Or                                               | Argent                                                    | Bronze                                                |
| ----------------------- | ------------------------------------------------ | --------------------------------------------------------- | ----------------------------------------------------- |
| Femmes Sprint           | Norvège Anne Margrethe Hausken                   | Finlande Heli Jukkola                                     | Suède Helena Jansson                                  |
| Femmes moyenne distance | Finlande Heli Jukkola                            | Finlande Merja Rantanen                                   | Finlande Minna Kauppi                                 |
| Femmes Longue distance  | Norvège Anne Margrethe Hausken                   | Russie Tatjana Rijabkina                                  | Suède Emma Engstrand                                  |
| Femmes Relais           | Suède Lina Persson Emma Engstrand Helena Jansson | Russie Natalja Kortschowa Julia Nowikowa Tatjana Rjabkina | Finlande Katri Lindeqvist Merja Rantanen Minna Kauppi |

Hommes
| Épreuves                | Or                                                    | Argent                                               | Bronze                                          |
| ----------------------- | ----------------------------------------------------- | ---------------------------------------------------- | ----------------------------------------------- |
| Hommes Sprint           | Suède Emil Wingstedt                                  | Suisse Daniel Hubmann                                | Russie Andrei Chramow                           |
| Hommes moyenne distance | France Thierry Gueorgiou                              | Lettonie Mārtiņš Sirmais                             | Finlande Pasi Ikonen                            |
| Hommes Longue distance  | Russie Dmitri Zwetkow                                 | Suisse Daniel Hubmann                                | Suède Emil Wingstedt                            |
| Hommes Relais           | Russie Dmitri Zwetkow Andrei Chramow Walentin Nowikow | Suisse Baptiste Rollier Matthias Merz Daniel Hubmann | Finlande Jarkko Huovila Pasi Ikonen Mats Haldin |

## Tableau des médailles
- Pays organisateur

| Rang  | Nation   | Or | Argent | Bronze | Total |
| ----- | -------- | -- | ------ | ------ | ----- |
| 1     | Russie   | 2  | 2      | 1      | 5     |
| 2     | Suède    | 2  | 0      | 3      | 5     |
| 3     | Norvège  | 2  | 0      | 0      | 2     |
| 4     | Finlande | 1  | 2      | 4      | 7     |
| 5     | France   | 1  | 0      | 0      | 1     |
| 6     | Suisse   | 0  | 3      | 0      | 3     |
| 7     | Lettonie | 0  | 1      | 0      | 1     |
| Total | Total    | 8  | 8      | 8      | 24    |